# Kanton Eymet

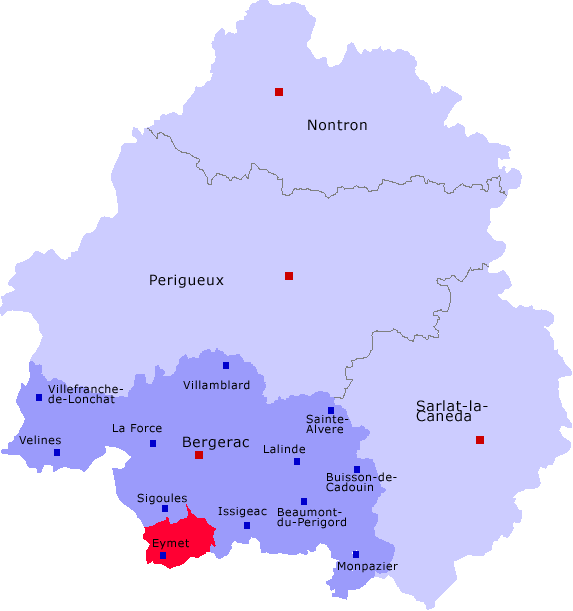
Lage des Kantons Eymet im Arrondissement Bergerac und im Département Dordogne

Der Kanton Eymet war von 1790 bis 2015 ein  französischer Wahlkreis im Arrondissement Bergerac, im Département Dordogne und in der Region Aquitanien. Vertreter im Generalrat des Départements war zuletzt von 2008 bis 2015 Henri Delage (PS).

## Geschichte
Der elf Gemeinden umfassende Kanton wurde am 4. März 1790 im Zuge der Einrichtung der Départements als Teil des damaligen „Distrikts Bergerac“ gegründet. Mit der Gründung der Arrondissements am 17. Februar 1800 wurde der Kanton als Teil des damaligen Arrondissements Bergerac neu zugeschnitten.
Siehe auch Geschichte Dordogne und Geschichte Arrondissement Bergerac.

## Gemeinden
| Gemeinde                | Einwohner Jahr | Fläche km² | Bevölkerungsdichte | Code INSEE | Postleitzahl |
| ----------------------- | -------------- | ---------- | ------------------ | ---------- | ------------ |
| Eymet                   | 2.639 (2013)   | 31,25      | 84 Einw./km²       | 24167      | 24500        |
| Fonroque                | 306 (2013)     | 9          | 34 Einw./km²       | 24186      | 24500        |
| Razac-d’Eymet           | 302 (2013)     | 12,28      | 25 Einw./km²       | 24348      | 24500        |
| Sadillac                | 110 (2013)     | 5,63       | 20 Einw./km²       | 24359      | 24500        |
| Saint-Aubin-de-Cadelech | 323 (2013)     | 13,66      | 24 Einw./km²       | 24373      | 24500        |
| Saint-Capraise-d’Eymet  | 147 (2013)     | 11,18      | 13 Einw./km²       | 24383      | 24500        |
| Sainte-Eulalie-d’Eymet  | 82 (2013)      | 6,72       | 12 Einw./km²       | 24402      | 24500        |
| Sainte-Innocence        | 98 (2013)      | 7,2        | 14 Einw./km²       | 24423      | 24500        |
| Saint-Julien-d’Eymet    | 106 (2013)     | 5,81       | 18 Einw./km²       | 24433      | 24500        |
| Serres-et-Montguyard    | 237 (2013)     | 6,85       | 35 Einw./km²       | 24532      | 24500        |
| Singleyrac              | 312 (2013)     | 7,09       | 44 Einw./km²       | 24536      | 24500        |